# Тук Бјелопољски
Тук Бјелопољски је насељено мјесто у Лици, у општини Плитвичка Језера, Личко-сењска жупанија, Република Хрватска.

## Географија
Тук Бјелопољски је удаљен око 6 км јужно од Коренице.

## Историја
Тук Бјелопољски се од распада Југославије до августа 1995. године налазио у Републици Српској Крајини. До територијалне реорганизације у Хрватској насеље се налазило у саставу бивше велике општине Кореница.

## Становништво
Према попису из 1991. године, насеље Тук Бјелопољски је имало 87 становника, међу којима је било 82 Срба, 3 Југословена и 2 осталих. Према попису становништва из 2001. године, Тук Бјелопољски је имао 69 становника. Према попису становништва из 2011. године, насеље Тук Бјелопољски је имало 15 становника.
| Националност       | 1991. | 1981. | 1971. | 1961. |
| Срби               | 82    | 94    | 148   | 205   |
| Југословени        | 3     |       |       |       |
| Хрвати             |       |       | 1     |       |
| остали и непознато | 2     |       |       |       |
| Укупно             | 87    | 94    | 149   | 205   |

| Демографија | Демографија | Демографија |
| Година      | Становника  | Становника  |
| ----------- | ----------- | ----------- |
| 1961.       | 205         |             |
| 1971.       | 149         |             |
| 1981.       | 94          |             |
| 1991.       | 87          |             |
| 2001.       | 69          |             |
| 2011.       |             | 15          |

## Познате личности
- Раде Жигић, генерал Југословенске народне армије
- Бошко Жигић, пуковник Југословенске народне армије